# Ceratitis connexa
Ceratitis connexa är en tvåvingeart som först beskrevs av Mario Bezzi 1926.  Ceratitis connexa ingår i släktet Ceratitis och familjen borrflugor. Inga underarter finns listade i Catalogue of Life.